# Kuzayca, Şefaatli
Kuzayca là một thị trấn thuộc huyện Şefaatli, tỉnh Yozgat, Thổ Nhĩ Kỳ. Dân số thời điểm năm 2010 là 977 người.